# Campionat del Món d'esgrima de 1962
El Campionat del Món d'esgrima de 1962 fou la dissetena edició del Campionat del Món d'esgrima. Es va disputar a Buenos Aires, Argentina.

## Resultats

### Resultats masculins
| Proves            | Or | Plata | Bronze |
| Floret individual | German Sveshnikov                                                                                                   | Witold Woyda                                                                                              | Jürgen Brecht |
| Floret per equips | Unió SovièticaMark Midler · Yuriy Ossipov · Yuriy Sisikin · Viktor Zhdanovich · German Sveshnikov · Yevgeniy Ryumin | Hongria József Gyuricza · Jenő Kamuti · László Kamuti · Kazmer Pacsery · József Sákovics · Sándor Szabó   | Polònia Witold Woyda · Egon Franke · Ryszard Parulski · Janusz Różycki · Henryk Nielaba · Zbigniew Skrudlik                             |
| Espasa individual | István Kausz | Tamás Gábor                                                                                               | Yves Dreyfus |
| Espasa per equips | FrançaJacques Guittet · Claude Bourquard · Gérard Lefranc · Yves Dreyfus                                            | SuèciaGöran Abrahamson · Ivar Genesjö · Hans Lagerwall · Orvar Lindwall · John Sandwall                   | Unió SovièticaArnold Chernushevich · Valentin Chernikov · Bruno Habārovs · Dmitriy Liouline · Aleksey Nikanchikov · Aleksandr Pavlovski |
| Sabre individual  | Zoltán Horváth | Jerzy Pawłowski                                                                                           | Claude Arabo |
| Sabre per equips  | PolòniaJerzy Pawłowski · Wojciech Zabłocki · Andrzej Piątkowski · Emil Ochyra · Egon Franke                         | HongriaPéter Bakonyi · Zoltán Horváth · Miklós Meszéna · Tibor Pézsa · Tamás Mendelényi · József Gyuricza | Unió SovièticaMark Rakita · Yakov Rylskiy · Lev Kuznetsov · Nougzar Assatiani · Umyar Mavlikhanov · Valeriy Tchitnyi                    |

## Medaller
| Posició | País           | Or | Plata | Bronze | Total |
| 1       | Hongria        | 3  | 3     | 1      | 7     |
| 2       | Unió Soviètica | 2  | 2     | 2      | 6     |
| 3       | Polònia        | 1  | 2     | 1      | 4     |
| 4       | França         | 1  | 0     | 2      | 3     |
| 5       | Romania        | 1  | 0     | 0      | 1     |
| 6       | Suècia         | 0  | 1     | 0      | 1     |
| 7       | RFA            | 0  | 0     | 1      | 1     |
| 7       | Itàlia         | 0  | 0     | 1      | 1     |